# 조루 (촉한)
조루(趙累, ? ~ 219년?)는 중국 삼국시대 촉나라의 신하이다.

## 생애
유비(劉備)의 수하 장수로, 형주(荊州)를 맡고 있는 관우(關羽)의 밑에서 도독(都督)을 지냈다. 건안(建安) 24년(219년), 관우는 여몽(呂蒙)과 육손(陸遜)에게 쫓겨 맥성(麥城)으로 후퇴하게 되었다. 관우는 오군의 포위를 뚫고 관평(關平), 조루 등과 함께 달아나려 했지만, 남군(南郡) 임저현(臨沮縣) 장향(障鄕)에서 매복하고 있던 반장(潘璋)과 주연(朱然)이 퇴로를 끊어버렸고, 반장의 부장 마충(馬忠)에게 관우와 관평 부자와 조루 등이 사로잡혔다. 관우와 관평 부자는 항복을 거절하고 처형되었으며, 조루에 대해서는 기록이 없다.

## 《삼국지연의》에서의 조루
삼국지연의에서는 군전도독(軍前都督) · 양말관(糧秣官)의 직책에 있으면서 관우(關羽)를 보좌하는 인물로 등장한다. 왕보(王甫)는 조루의 충의와 청렴결백함을 높이 샀으며, 형주(荊州)의 수비를 우려하여 봉화대를 설치하게 하고 반준(潘濬) 대신 조루에게 형주 수비군을 돕게 했다. 그러나 관우는 조루가 맡고 있는 양말관의 임무가 더 중요하다고 생각하고, 봉화대를 설치하자는 제안만 받아들였다.
이후 형주를 여몽(呂蒙)에게 빼앗긴 뒤 맥성(麥城)에서 버티던 관우에게 조루는 여몽에게 옛 정에 호소하는 편지를 보낼 것을 건의했고, 관우도 이에 따랐지만 효과가 없었다. 이에 조루는 상용(上庸)을 맡고 있는 유봉(劉封)과 맹달(孟達)에게 구원을 청할 것을 진언했지만, 유봉과 맹달은 이를 거절하였다. 결국 관우가 북문의 포위를 뚫고 익주(益州)로 가려 하자 조루는 관우와 관평(關平) 부자를 수행하였으며, 곳곳에 매복된 오군의 공격을 받아 난전 중 죽었다.

## 같이 보기
- 삼국지 인물 목록